# Pierre Clostermann

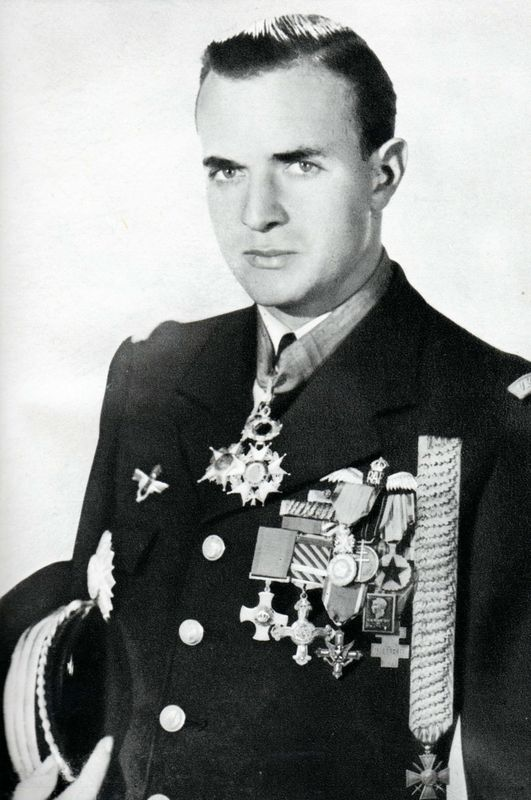
Pierre Clostermann

Pierre-Henri Clostermann (* 28. Februar 1921 in Curitiba, Brasilien; † 22. März 2006 in Montesquieu-des-Albères, Département Pyrénées-Orientales, Frankreich) war der erfolgreichste französische Jagdflieger des Zweiten Weltkriegs. Nach dem Kriegsende war er als Abgeordneter, Manager sowie Schriftsteller tätig.

## Leben
Clostermann wurde 1921 in Curitiba als Sohn des französischen Generalkonsuls von Rio de Janeiro geboren. Seine Familie war elsässischer Herkunft. Das Abitur absolvierte er an der Ecole Notre-Dame de Boulogne-sur-Seine. Er erwarb seine erste Fluglizenz 1937 in Brasilien und studierte im Anschluss bis 1940 Ingenieurwissenschaften an der California Institute of Technology. Dieses schloss er mit Diplom und der US-amerikanischen Berufspilotenlizenz ab.

### Militärkarriere
Er trat 1942 freiwillig in die Forces aériennes françaises libres (Freien Französischen Luftstreitkräfte/FAFL) ein und wurde nach der Ausbildung dem Jagdgeschwader Alsace (Squadron n° 341 Free French) zugeteilt. Später wechselte er zu den Geschwadern n° 602 „City of Glasgow“, n° 274, n° 56 und beendete den Krieg im Geschwader n° 3. In den ersten Jahren flog er eine Spitfire und später die Tempest.

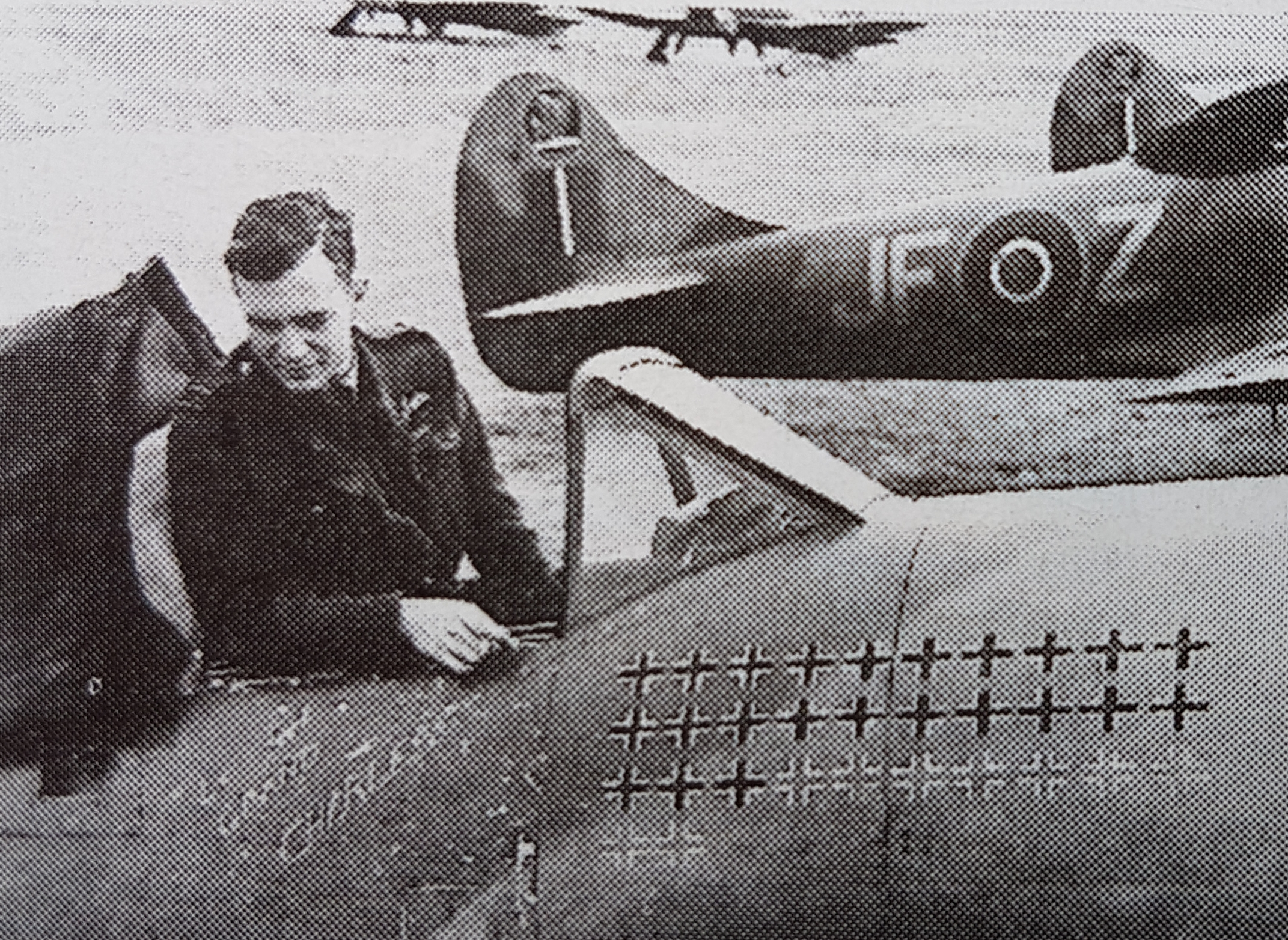
Clostermann in seiner Hawker Tempest

Clostermann erzielte 33 Abschüsse und ist damit der erfolgreichste französische Jagdpilot des Zweiten Weltkriegs. Diese Zahl wurde allerdings bei späteren Nachforschungen in Zweifel gezogen; möglicherweise liegt die tatsächliche Abschusszahl bei 15–18. Auf Clostermanns Konto gingen allerdings auch 72 zerstörte Lokomotiven, fünf Panzer, 225 andere Fahrzeuge und zwei Schnellboote.

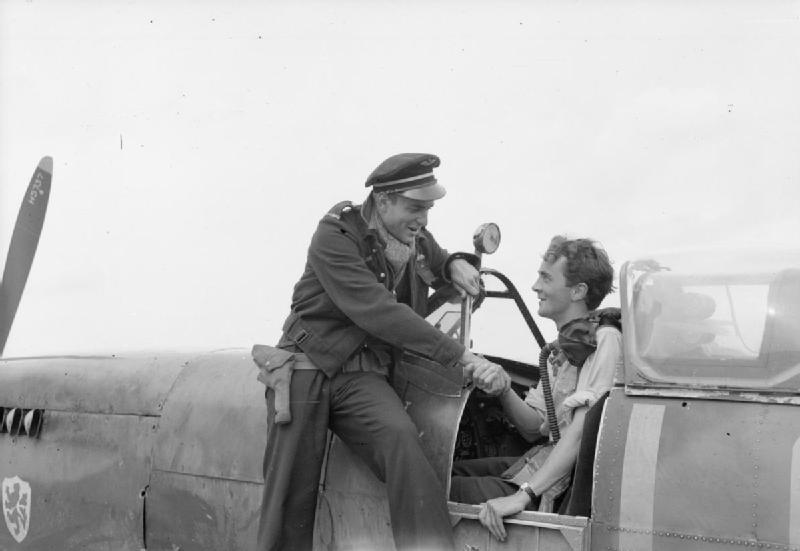
Clostermann und sein Geschwaderkamerad Charney in der Spitfire Mark IXB gratulieren sich gegenseitig zum erfolgreichen Abschuss einer FW-190

Nach dem Kriegsende stieß er am 12. Mai 1945 über Wilhelmshaven mit einem anderen Flugzeug zusammen, konnte sich aber mit dem Fallschirm retten. Am 27. August 1945 wurde Clostermann aus der Luftwaffe verabschiedet.

### Zivile Karriere
Nach seiner Entlassung aus der Armee war Clostermann bis 1947 als Ingenieur bei einem Pariser Unternehmen tätig. Von 1947 bis 1956 war er Generalsekretär des Luftfahrtunternehmens Reims Aviation und später Vizepräsident der Cessna Aircraft Company in den Vereinigten Staaten. Außerdem war er für Dassault Aviation tätig und hatte Vorstandsposten bei Air France und Renault inne.

### Politische Karriere
Seit 1946 war Clostermann mit Unterbrechungen Mitglied der französischen Nationalversammlung. Zunächst für das Département Bas-Rhin, ab 1951 für das Département Marne und ab 1956 für das Département Seine.
1956 meldete er sich freiwillig für den Algerienkrieg. Da er als Mitglied der Nationalversammlung nicht an Kampfeinsätzen teilnehmen durfte, beschränkte sich seine Aufgaben dort auf Beobachtungsmissionen der französischen Luftwaffe. Bis 1957 führte er insgesamt 116 Aufklärungsflüge durch und wurde schließlich als Oberstleutnant endgültig verabschiedet.
Ab 1958 vertrat er das Département Seine-et-Oise und von 1967 bis 1969 das Département Yvelines.
Von 1963 bis zu seinem Ausscheiden aus der Nationalversammlung im Jahre 1969 war Clostermann stellvertretender Vorsitzender der Kommission für Nationale Verteidigung sowie des Streitkräfte-Ausschusses.

### Schriftstellerische Tätigkeit
1948 berichtete er über seine Kriegserlebnisse in dem Buch Le grand cirque (dt. Die große Arena: Erinnerungen eines französischen Jagdpiloten in der R.A.F. (1951)). Das Buch wurde in dreißig Sprachen übersetzt und verkaufte sich über drei Millionen Mal. Andere Werke über die Hochseefischerei und Episoden aus seinem Leben folgten.
Mit Hans-Ulrich Rudel, dem für seinen Kampfeinsatz höchstdekorierten deutschen Soldaten des Zweiten Weltkrieges, verband Pierre Clostermann in der Nachkriegszeit eine enge Freundschaft, die bis zu Rudels Tod 1982 andauerte. Clostermann verfasste Geleit- und Vorworte zu den deutschen und französischen Ausgaben mehrerer von Rudels Büchern (etwa Stuka-As Hans-Ulrich Rudel: Biographie in Bildern (2005)), die im Zeichen der Aussöhnung der Kriegsgeneration stehen.
Clostermann schrieb auch ein Vorwort für die Biographie über Walter Nowotny, die dessen Bruder Rudolf verfasst hatte.
Im Zusammenhang mit dem Falklandkrieg 1982 äußerte Clostermann unverblümt seine Bewunderung für die (mit französischem Material ausgestatteten) Piloten der argentinischen Luftwaffe; sie waren zum Teil von seinem eigenen Sohn in Frankreich ausgebildet worden, und Clostermann wandte sich in Form eines Dankbriefes direkt an sie. Dies wurde von der argentinischen Propaganda dankbar aufgegriffen und trug ihm andererseits heftige Kritik seitens der britischen Presse ein.

### Privates
Am 24. Juli 1947 heiratete er Jacqueline Renaudat, mit der er drei Söhne hatte.
Clostermann war leidenschaftlicher Hochseeangler sowie Gründungsmitglied und erster Präsident der französischen Sektion der International Game Fish Association. Von 1977 bis zu seinem Tode war er zudem Mitglied im Stiftungsrat des Verbandes.
Seine letzten Lebensjahre verbrachte Clostermann zurückgezogen in Montesquieu-des-Albères in den östlichen Pyrenäen bei Perpignan.
Er verstarb am 22. März 2006 im Alter von 85 Jahren und wurde mit militärischen Ehren beigesetzt. Die Trauerfeier fand am 27. März 2006 in Anwesenheit des Präsidenten der Nationalversammlung Jean-Louis Debré, des ehemaligen Ministerpräsidenten Pierre Messmer sowie hoher französischer Militärs in der Cathédrale Saint-Louis-des-Invalides in Paris statt.

## Orden und Ehrenzeichen
- Großkreuz der Französischen Ehrenlegion[6]
- Ordre de la Libération per Dekret am 21. Januar 1946[6]
- Französische Militärmedaille[6]
- Croix de guerre 1939–45 mit 17 Palmen[6]
- Croix de la Valeur militaire mit 2 Palmen[6]
- Médaille de la Résistance mit Rosette[6]
- Distinguished Service Order (Vereinigtes Königreich)[6]
- Distinguished Flying Cross mit Spange (Vereinigtes Königreich)[6]
- Silver Star[6]
- Air Medal[6]
- Ritter des Ordens vom Heiligen Grab zu Jerusalem[6]
- Medaille des Dannebrog-Ordens von König Christian X. von Dänemark am 23. Juni 1945 verliehen

## Weitere Ehrungen
In zahlreichen französischen Städten sind Straßen und Plätze nach Clostermann benannt, so in Le Chesnay (seinem Wohn- und Begräbnisort), Biscarrosse, Calais, Mont-de-Marsan, Aubigny-sur-Nère, Blotzheim, Dugny, Le Havre, Meaux, Garges-lès-Gonesse, Reims, Rethel, Toulouse, Le Portel, Artigues-près-Bordeaux, Déols, Saint-Denis-lès-Bourg, Montierchaume, Longues-sur-Mer und Pornic.
In Marignane befindet sich ein Denkmal für Clostermann in Form einer Stele.

## Werke
- Appui-feu sur l'oued Hallaïl. Flammarion, Paris 1960
- Feux du ciel. Edition Ananké, Brüssel 2001, ISBN 2-87418-041-6. Deutsche Ausgabe Brennender Himmel, Bern (Scherz) 1952.
- Le Grand Cirque 2000. Mémoires d'un pilote de chasse FFL dans la RAF. Edition J'ai Lu, Paris 2002, ISBN 2-290-32430-2; deutsche Ausgabe: Die große Arena. DVM Heinz Nickel, 2001, ISBN 3-925480-51-X.
- L'histoire vécue. Un demi-siècle de secrets d'Etat. Flammarion, Paris 1998, ISBN 2-08-067586-9
- Mémoires au bout d'un fil. Arthaud, Paris 1994, ISBN 2-7003-1040-3
- Des poissons si grands. La grande pêche sportive en mer. Flammarion, Paris 1963
- Une sacrée guerre. Daniel Costelle questionne et enregistre les réponses de l'auteur sur sa vie, sa guerre et ses aventures. Flammarion, Paris 1990, ISBN 2-08-066445-X
- Spartacus l'espadon. Flammarion, Paris 1989, ISBN 2-08-066421-2
- Une vie pas comme les autres. Mémoires. Flammarion, Paris 2005, ISBN 2-08-068824-3